# Smoke on the Water

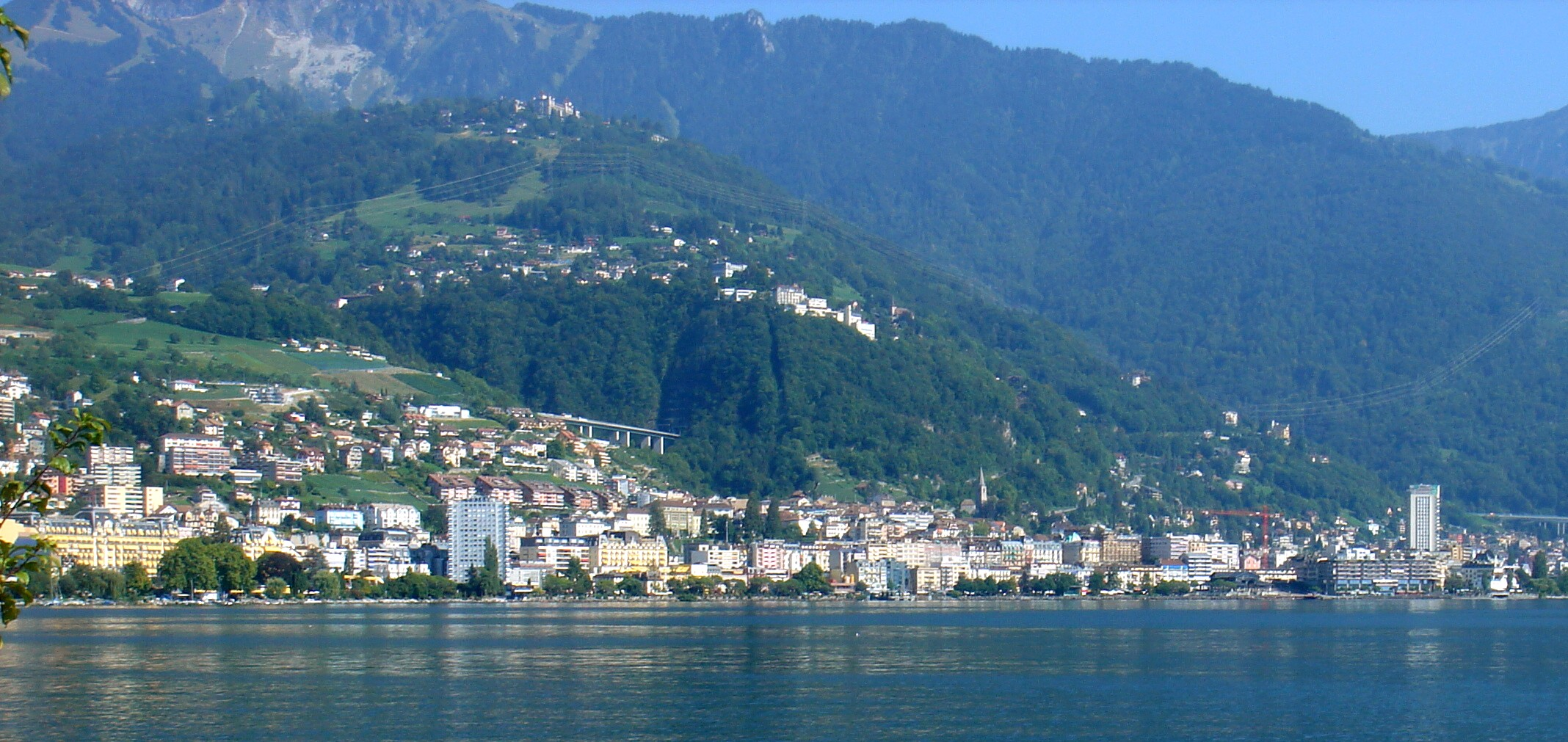
Montreux aan het Meer van Genève

Smoke on the Water is een nummer van de Britse hardrockband Deep Purple. Het nummer is op 1 mei 1973 uitgebracht op single en staat op het album Machine Head uit 1972 en verwijst naar een gebeurtenis waarvan de groep getuige is geweest.

## Achtergrond
Deep Purple was in Zwitserland om het album Machine Head op te nemen in de mobiele studio die de groep gehuurd had van de Rolling Stones. De band was uitgenodigd om op 4 december 1971 een optreden van Frank Zappa bij te wonen in het theater van het casino van Montreux. Tijdens het optreden vuurde iemand uit het publiek een lichtkogel af, waardoor er brand uitbrak en het theater volledig afbrandde. De rook verspreidde zich boven het meer van Genève. Een paar dagen later werd bassist Roger Glover na een droom wakker met de titel Smoke on the Water in zijn hoofd. Smoke on the Water verwijst uiteraard naar de rook boven het meer van Genève. In het nummer wordt ook verwezen naar de Rolling Stones Mobile Studio als "The Rolling truck Stones thing" en "the mobile". De passage "Funky Claude was running in and out" verwijst naar Claude Nobs, de directeur van het Montreux Jazz Festival, die een aantal toeschouwers aan het vuur heeft helpen ontsnappen.
De bekende gitaarriff is bedacht door Richie Blackmore, de gitarist van Deep Purple. Smoke On The Water is een rockklassieker geworden en behoort met Child in Time, Black Night en Woman from Tokyo tot de bekendste nummers van Deep Purple.
De plaat werd in een aantal landen een hit. In de Verenigde Staten werd de 4e positie bereikt in de Billboard Hot 100. In Canada werd de 2e positie bereikt, in Zuid-Afrika de 7e, Australië de 54e en in Duitsland de 20e. In Deep Purple's thuisland het Verenigd Koninkrijk werd de plaat pas in 1977 een radiohit en bereikte de 21e positie in de UK Singles Chart. 
In Nederland werd de plaat destijds veel gedraaid op de zeezenders Radio Veronica, Radio Noordzee Internationaal, Radio Mi Amigo en Radio Caroline en op de nationale publieke popzender Hilversum 3 en werd een radiohit. De plaat bereikte de 12e positie in de Veronica Top 40 en de 11e positie in de Hilversum 3 Top 30 / Daverende Dertig.
In België bereikte de plaat de 27e positie in de voorloper van de Vlaamse Ultratop 50 en de 20e positie in de Vlaamse Radio 2 Top 30. In Wallonië werd de 33e positie bereikt.
Sinds de allereerste editie in december 1999, staat de plaat onafgebroken genoteerd in de jaarlijkse NPO Radio 2 Top 2000 van de Nederlandse publieke radiozender NPO Radio 2 met als hoogste notering een 64e positie in 2009.

## Hitnoteringen

### Nederlandse Top 40
| "Smoke on the Water" in de Nederlandse Top 40 - binnen 04-08-1973 | "Smoke on the Water" in de Nederlandse Top 40 - binnen 04-08-1973 | "Smoke on the Water" in de Nederlandse Top 40 - binnen 04-08-1973 | "Smoke on the Water" in de Nederlandse Top 40 - binnen 04-08-1973 | "Smoke on the Water" in de Nederlandse Top 40 - binnen 04-08-1973 | "Smoke on the Water" in de Nederlandse Top 40 - binnen 04-08-1973 | "Smoke on the Water" in de Nederlandse Top 40 - binnen 04-08-1973 |
| Week                                                              | 1                                                                 | 2                                                                 | 3                                                                 | 4                                                                 | 5                                                                 |                                                                   |
| ----------------------------------------------------------------- | ----------------------------------------------------------------- | ----------------------------------------------------------------- | ----------------------------------------------------------------- | ----------------------------------------------------------------- | ----------------------------------------------------------------- | ----------------------------------------------------------------- |
| Nummer                                                            | 22                                                                | 13                                                                | 12                                                                | 17                                                                | 30                                                                | uit                                                               |

### Hilversum 3 Top 30 / Daverende Dertig
| "Smoke on the Water" in de Hilversum 3 Top 30 - binnen: 04-08-1973 | "Smoke on the Water" in de Hilversum 3 Top 30 - binnen: 04-08-1973 | "Smoke on the Water" in de Hilversum 3 Top 30 - binnen: 04-08-1973 | "Smoke on the Water" in de Hilversum 3 Top 30 - binnen: 04-08-1973 | "Smoke on the Water" in de Hilversum 3 Top 30 - binnen: 04-08-1973 | "Smoke on the Water" in de Hilversum 3 Top 30 - binnen: 04-08-1973 | "Smoke on the Water" in de Hilversum 3 Top 30 - binnen: 04-08-1973 |
| Week                                                               | 1                                                                  | 2                                                                  | 3                                                                  | 4                                                                  | 5                                                                  |                                                                    |
| ------------------------------------------------------------------ | ------------------------------------------------------------------ | ------------------------------------------------------------------ | ------------------------------------------------------------------ | ------------------------------------------------------------------ | ------------------------------------------------------------------ | ------------------------------------------------------------------ |
| Nummer                                                             | 24                                                                 | 12                                                                 | 11                                                                 | 17                                                                 | 27                                                                 | uit                                                                |

### NPO Radio 2 Top 2000
| Nummer met noteringen in de NPO Radio 2 Top 2000 | '99 | '00 | '01 | '02 | '03 | '04 | '05 | '06 | '07 | '08 | '09 | '10 | '11 | '12 | '13 | '14 | '15 | '16 | '17 | '18 | '19 | '20 | '21 | '22 | '23 | '24 |
| ------------------------------------------------ | --- | --- | --- | --- | --- | --- | --- | --- | --- | --- | --- | --- | --- | --- | --- | --- | --- | --- | --- | --- | --- | --- | --- | --- | --- | --- |
| Smoke on the Water                               | 200 | 110 | 109 | 77  | 67  | 72  | 90  | 89  | 116 | 87  | 64  | 82  | 89  | 104 | 118 | 105 | 148 | 130 | 131 | 119 | 153 | 173 | 183 | 183 | 206 | 205 |

1. ↑  Een vetgedrukt getal geeft de hoogste notering aan.

### JOE fm Hitarchief Top 2000
| "Smoke on the Water" JOE fm Hitarchief Top 2000 | "Smoke on the Water" JOE fm Hitarchief Top 2000 | "Smoke on the Water" JOE fm Hitarchief Top 2000 | "Smoke on the Water" JOE fm Hitarchief Top 2000 | "Smoke on the Water" JOE fm Hitarchief Top 2000 |
| Jaar                                            | 2009                                            | 2010                                            | 2011                                            | 2012                                            |
| ----------------------------------------------- | ----------------------------------------------- | ----------------------------------------------- | ----------------------------------------------- | ----------------------------------------------- |
| Positie                                         | 39                                              | 27                                              | 24                                              | 26                                              |

Ian Paice · Roger Glover · Ian Gillan · Steve Morse · Don Airey

Jon Lord † · Ritchie Blackmore · Rod Evans · Nick Simper · David Coverdale · Glenn Hughes · Tommy Bolin † · Joe Lynn Turner · Joe Satriani